# Sanguisuga
Sanguisuga je parazitska biljka iz porodice Cytinaceae. Otkrivena je 2012. i uključena u vlastiti rod Sanguisuga Fern.Alonso & H.Cuadros, da bi 2018 bila ukjljučena u rod Bdallophytum.
Kolumbijski endem u podnožju planina Sierra Nevada de Santa Marta.

## Sinonimi
- Bdallophytum caesareum (Fern.Alonso & H.Cuadros) Byng & Christenh.